# Rosemarie Frankland
Rosemarie Frankland (ur. 1 lutego 1943 w Rhosllannerchrugog, zm. 2 grudnia 2000 w Marina del Rey) – Miss World w 1961.